# Bandiera nazionale

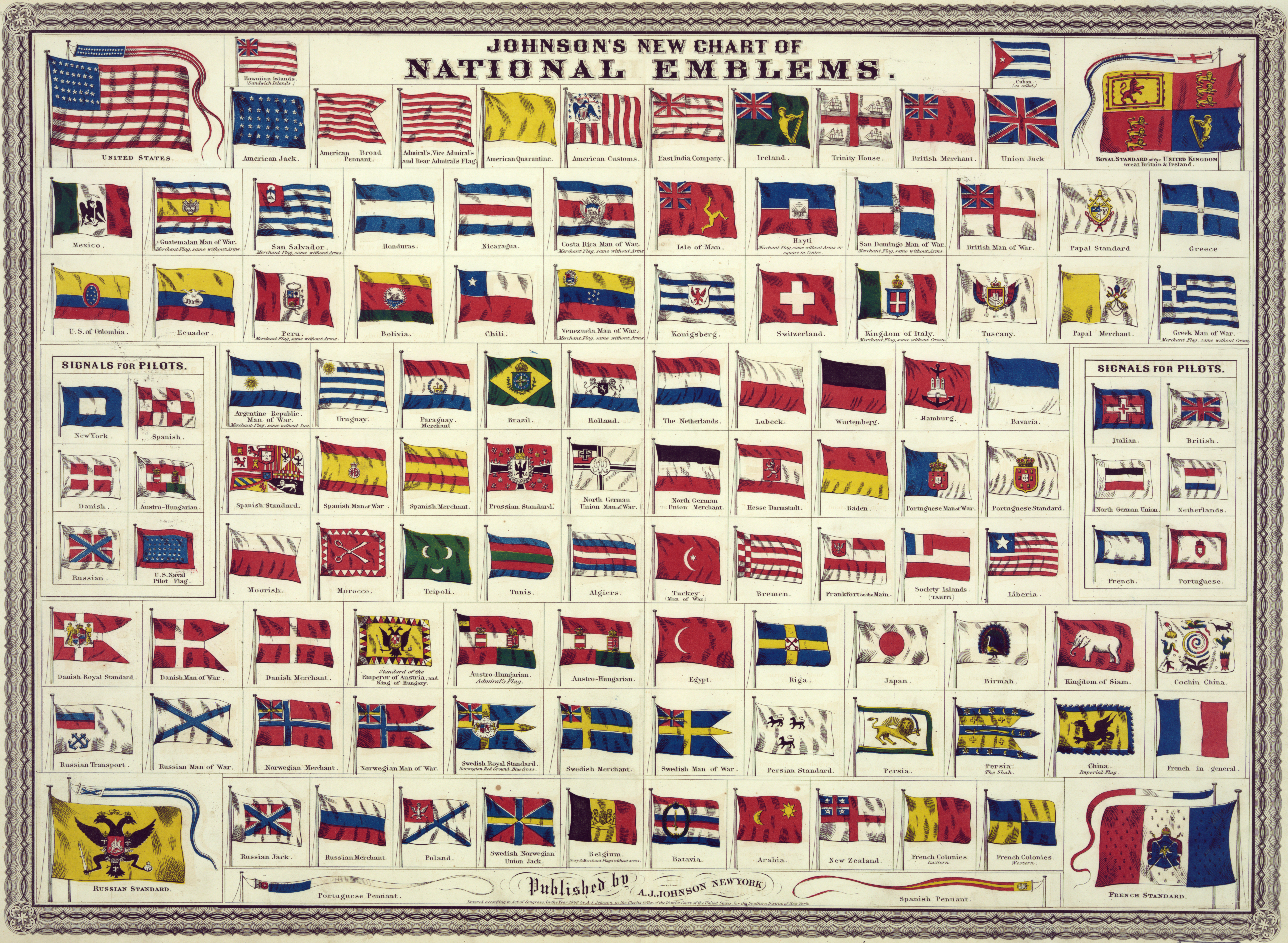
Johnson's new chart of national emblems, pubblicato c. 1868.
Le grandi bandiere mostrate negli angoli sono la bandiera a 37 stelle degli Stati Uniti (1867-1877), il Royal Standard del Regno Unito, lo stendardo imperiale russo, e il tricolore francese con l'Aquila Imperiale.
Sono mostrate varie altre bandiere.
La bandiera di Cuba è etichettata come "cubana (così chiamata)".
Il drago cinese sulla Bandiera della Cina è stato disegnato erroneamente come un drago occidentale.

La bandiera nazionale è una bandiera che rappresenta una nazione. 
La disciplina che studia, ricerca e cataloga le bandiere è chiamata vessillologia.
Sia palazzi pubblici che palazzi privati, come scuole o tribunali spesso espongono questa bandiera. In alcune nazioni la bandiera nazionale viene posta solo su palazzi non militari durante giorni prestabiliti. Esistono tre tipi differenti di bandiere nazionali per l'uso a terra e tre per l'uso in mare, anche se molte nazioni utilizzano le stesse per diverse (o tutte) versioni.
Molte delle bandiere nazionali, ma anche locali o di altra rappresentanza, appartengono a specifiche famiglie di bandiere, ciascuna con un proprio schema di colori e di disposizione degli elementi visuali.

## Bandiere nazionali di terra

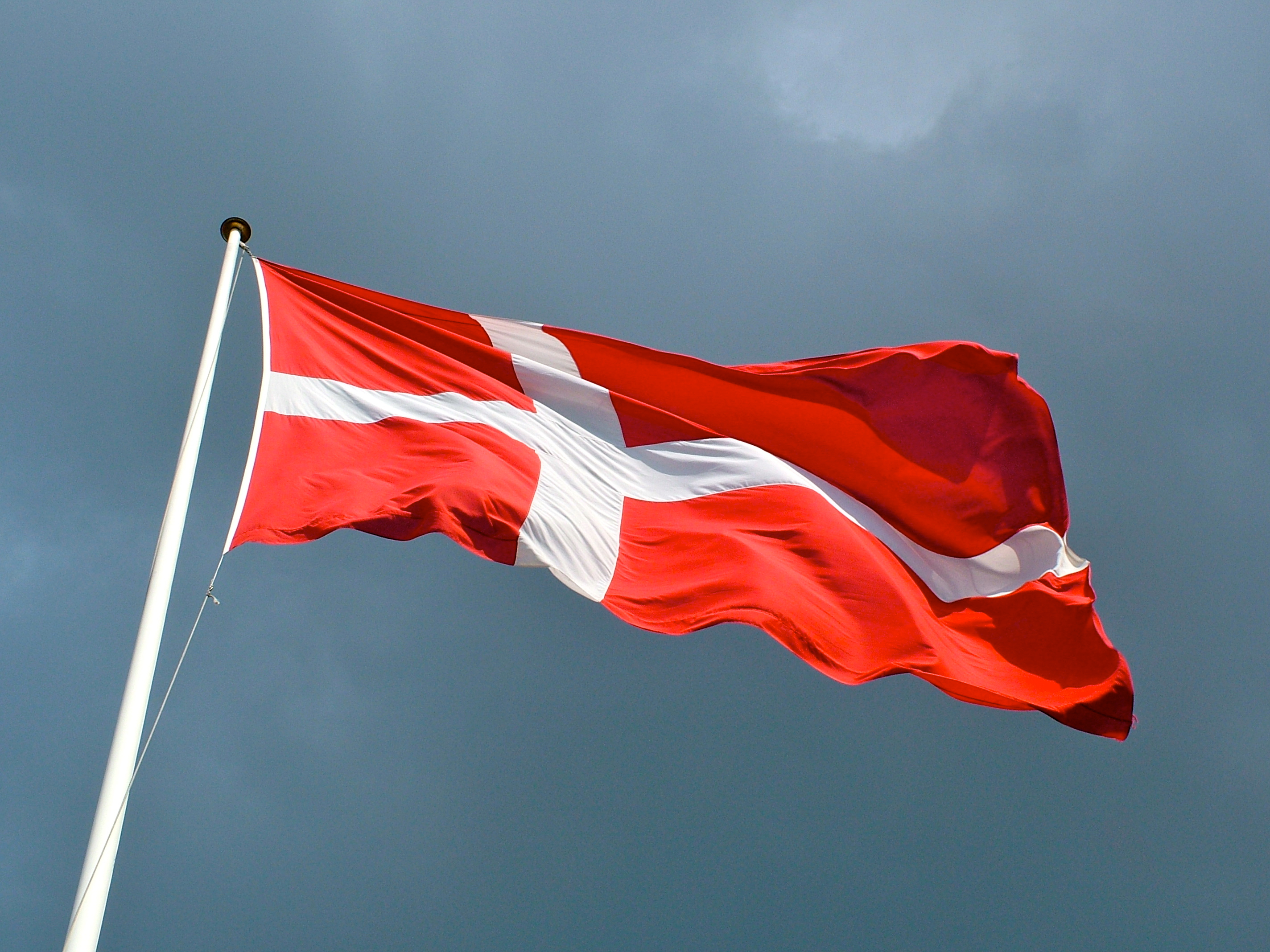
La bandiera nazionale danese è la più antica bandiera nazionale ancora in uso.

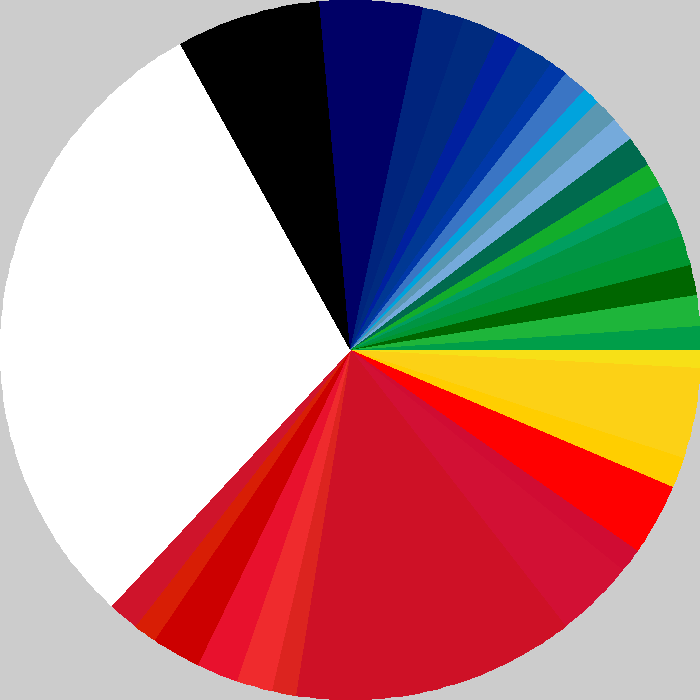
Frequenze dei colori utilizzati nelle bandiere nazionali. Il bianco e il rosso sono i colori più utilizzati.

In terra, avviene una distinzione fra bandiera civile (FIAV ), bandiera di Stato (), e bandiera di guerra (). La bandiera di Stato è quella ufficialmente utilizzata dalle agenzie governative, mentre la bandiera civile può essere esposta da chiunque. La bandiera di guerra (chiamata anche bandiera militare) è quella utilizzata dall'esercito.

## Bandiere nazionali di mare
Come nel caso delle bandiere nazionali, ne esistono tre tipi:  bandiera navale mercantile (), esposta dalle unità private; la bandiera navale di stato ), delle navi governative; e la bandiera navale di guerra ).